# Альфред Кернер
Альфред Кернер (нім. Alfred Körner; 14 лютого 1926, Відень — 23 січня 2020, там само) — австрійський футболіст, що грав на позиції нападника, зокрема, за клуб «Рапід» (Відень), а також національну збірну Австрії. По завершенні ігрової кар'єри — тренер. Молодший брат Роберта Кернера, також футболіста.
Семиразовий чемпіон Австрії. Володар Кубка Австрії. Володар Кубка Мітропи.

## Клубна кар'єра
У футболі дебютував 1942 року виступами за команду «Рапід» (Відень), в якій провів сімнадцять сезонів, взявши участь у 286 матчах чемпіонату. У складі віденського «Рапіда» був одним з головних бомбардирів команди, маючи середню результативність на рівні 0,55 голу за гру першості.
Протягом 1959—1960 років захищав кольори команди клубу «Адміра» (Відень).
Завершив професійну ігрову кар'єру у клубі «Адміра-Ваккер», за команду якого виступав протягом 1960—1961 років.

## Виступи за збірну
1946 року дебютував в офіційних матчах у складі національної збірної Австрії. Протягом кар'єри у національній команді провів у її формі 47 матчів, забивши 15 голів.
У складі збірної був учасником чемпіонату світу 1954 року у Швейцарії, на якому команда здобула бронзові нагороди, де зіграв з Шотландією (1-0), Чехословаччиною (5-0), в чвертьфіналі зі Швейцарією (7-5) і в півфіналі з ФРН (1-6).
Також брав участь у чемпіонаті світу 1958 року у Швеції, де зіграв проти Бразилії (0-3), СРСР (0-2) і Англії (2-2).

## Кар'єра тренера
Розпочав тренерську кар'єру невдовзі по завершенні кар'єри гравця, 1964 року, очоливши тренерський штаб клубу «Ферст Вієнна». Очолював віденську команду протягом чотирьох років.

## Титули і досягнення
- Чемпіон Австрії (7):

«Рапід» (Відень): 1945–1946, 1947–1948, 1950–1951, 1951–1952, 1953–1954, 1955–1956, 1956–1957
- Володар Кубка Австрії (1):

«Рапід» (Відень): 1945–1946
- Володар Кубка Мітропи (1):

«Рапід» (Відень): 1951
- Бронзовий призер чемпіонату світу: 1954